# Alonso de Orozco
Alonso de Orozco (Oropesa, 17 d'octubre de 1500 – Madrid, 19 de setembre de 1591) fou un religiós i escriptor místic castellà. És venerat com a sant per l'Església catòlica.

## Biografia

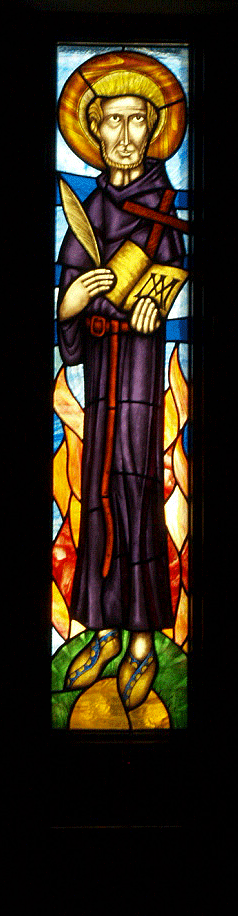
Vitrall contemporani amb el frare.

De família noble, fill d'Hernando de Orozco, governador del castell d'Oropesa, i María de Mena. Va estudiar a Talavera de la Reina i va ésser "seise" (nen cantor de l'escolania) de la catedral de Toledo. Als catorze anys va marxar a estudiar a la universitat de Salamanca, on ja estudiava un germà seu.
En 1520 va sentir els sermons que va fer-hi l'agustí Tomás de Villanueva i va decidir de fer-se religiós i d'ingressar a l'Orde de Sant Agustí, on professà el 1523 al convent de Salamanca; s'ordenà sacerdot en 1527. Aviat fou destinat a la predicació. A més, entre 1530 i 1537 fou conventual de Medina del Campo, prior de Sòria (1538-1540) i de Medina (1540), definidor de la província agustina de Castella (1541), prior de Sevilla (1542-1544) i de Granada (1544-1548), i visitador d'Andalusia des de 1545. A Sevilla va començar a escriure, iniciant una extensa obra literària.
En 1549 va embarcar cap a Mèxic, però una malaltia li va fer tornar des de les Canàries. Mentre era prior al convent de Valladolid en 1554, l'Emperador Carles V el va nomenar predicador reial i quan la cort s'instal·là a Madrid en e 1561 hi anà i visqué al convent de San Felipe el Real. Malgrat la seva posició, va renunciar a rendes i beneficis i vivia austerament com un frare més, dedicat a la pregària, la caritat, la predicació i l'estudi.
Partidari de la reforma de l'orde agustinià, va fundar diversos convents de monges agustinianes; en el de Madrid, va aplicar la "primera reforma" que va conduir a l'establiment de les Agustines Recol·lectes: va redactar les constitucions de la comunitat que va obrir-s'hi el 24 de desembre de 1589 a instància de la noble Prudencia Grillo; amb les mateixes constitucions es fundaren després els convents de Salamanca (1594), Vitigudino, Arenas (1620) i Màlaga.
Fou un predicador reconegut i popular i aviat va tenir fama de santedat; el poble el coneixia com a el santo de San Felipe.
L'agost de 1591 va emmalaltir; fou visitat per Felip II d'Espanya i els infants i l'arquebisbe de Toledo. El 19 de setembre va morir al Colegio de la Encarnación, que ell mateix havia fundat Els seus funerals van ésser molt concorreguts.

## Obres
Orozco va escriure en llatí i castellà, sobretot de caràcter contemplatiu i pastoral. Quan encara vivia se n'edità una Recopilación de todas las obras (1554).
- Las siete palabras que la Virgen Sacratísima Nuestra Señora habló, 1556;
- Epistolario cristiano para todos los estados, 1567
- Regla de vida cristiana (1542),
- Vergel de oración y Monte de contemplación (1544)
- Consideraciones acerca de los nombres de Cristo, 1544; va influir en De los nombres de Cristo de Luis de León.
- Memorial de amor santo (1545)
- Desposorio espiritual (1551)
- Bonum certamen (1562)
- Victoria del mundo, 1566;
- Arte de amar a Dios y al prójimo (1567, 1585)
- Libro de la suavidad de Dios (1576)
- Victoria de la muerte, 1583;
- Tratado de la corona de Nuestra Señora (1588)
- Guarda de la lengua (1590).
- Historia de la reina de Saba (1565)
- Catecismo provechoso
- Examen de conciencia, 1551.
- Tratado de la Pasión de Jesucristo en siete soliloquios
- Las confesiones del pecador fray Alonso de Orozco, 1601.

## Veneració
Mort en llaor de santedat, al procés de beatificació, obert molt aviat, van declarar persones que l'havien conegut, com Lope de Vega, Francisco de Quevedo i bona part de l'aristocràcia de l'època. Fou beatificat per Lleó XIII el 15 de gener de 1882 i canonitzat per Joan Pau II el 19 de maig de 2002.